# Ostrodziób
Ostrodziób (Oxyruncus cristatus) – gatunek małego ptaka z rodziny ostrodziobów (Oxyruncidae), której jest jedynym przedstawicielem. Występuje plamowo w Ameryce Centralnej i Południowej – od Kostaryki do południowo-wschodniej Brazylii i skrajnie północno-wschodniej Argentyny.

## Morfologia
Długość ciała około 17 cm, masa ciała około 42 g. Ma ostro zakończony dziób, czerwoną tęczówkę, czerwony grzebień na wierzchu głowy (zwykle utrzymywany w pozycji złożonej), oliwkowozielony grzbiet, białawą twarz i gardło z drobnym czarnym plamkowaniem, żółty, czarno plamkowany spód ciała (brzuch jest bardziej biały). Zewnętrzne lotki pierwszego rzędu mają ząbkowaną krawędź natarcia. Dziób i nogi szarawe. Samice przypominają samce, ale czerwień na głowie jest zredukowana do wąskiej centralnej linii, tęczówki są pomarańczowe oraz nie ma u nich ząbkowania zewnętrznych lotek. U osobników młodocianych w ogóle brak czerwieni na szczycie głowy.
Podgatunki różnią się głównie intensywnością żółtego odcienia spodu ciała, a także niewielkimi różnicami w odcieniu w innych miejscach.

## Systematyka
Pozycja taksonomiczna tego gatunku nie jest jasna (incertae sedis). Część systematyków zalicza go do rodziny bławatników (Cotingidae), inni do monotypowej rodziny ostrodziobów (Oxyruncidae), a jeszcze inni, na podstawie wyników badań genetycznych, sugerują umieszczenie ostrodzioba w rodzinie bekardowatych (Tityridae).

## Podgatunki i zasięg występowania
Międzynarodowy Komitet Ornitologiczny (IOC) wyróżnia cztery podgatunki Oxyruncus cristatus:
- O. c. frater (P. L. Sclater & Salvin, 1868) – Kostaryka i zachodnia Panama
- O. c. brooksi Bangs & Barbour, 1922 – wschodnia Panama
- O. c. hypoglaucus (Salvin & Godman, 1883) – południowo-wschodnia Wenezuela, region Gujana, północno-wschodnia i północno-środkowa Brazylia. Obejmuje populację, którą proponowano wydzielić do podgatunku tocantinsi.
- O. c. cristatus Swainson, 1821 – południowo-wschodnia Brazylia, wschodni Paragwaj i skrajnie północno-wschodnia Argentyna.

## Ekologia i zachowanie
Jego środowiskiem jest piętro koron drzew lasów tropikalnych. Żywi się owocami i małymi bezkręgowcami.

## Status
Międzynarodowa Unia Ochrony Przyrody (IUCN) uznaje ostrodzioba za gatunek najmniejszej troski (LC – least concern) nieprzerwanie od 1988 roku. W 2022 roku organizacja Partners in Flight szacowała, że liczebność światowej populacji mieści się w przedziale 50 000 – 499 999 dorosłych osobników. Ptak ten opisywany jest jako rzadki i rozmieszczony plamowo. Trend liczebności populacji oceniany jest jako spadkowy ze względu na wylesianie.